# Турутине
Туру́тине —  хутір в Україні, у Попівській сільській громаді Конотопського району Сумської області. До 2020 орган місцевого самоврядування — Михайло-Ганнівська сільська рада.

## Географія
Село Турутине знаходиться за 3 км від лівого берега річки Ромен, та входить до Михайло-Ганнівської сільської ради, розташоване між Михайло-Ганнівкою та Юрівкою.  На відстані в 1 км розташоване село Улянівка. Село відносно невелике.

## Історія
За переказами його старожилів, перші   поселенці з'явилися тут у 1893 році. Кажуть, що на цьому місці були надто зволожені і навіть заболочені землі, тому вони мало приваблювали землеробів. А заселяти цю місцевість почали мешканці навколишніх сіл, у першу чергу Шпотівки та Базилівки (нині Крупське).
Село постраждало внаслідок геноциду українського народу, проведеного окупаційним урядом СССР 1923-1933 та 1946-1947 роках.

## Назва
Корінні мешканці села Турутиного стверджують, що таку назву село отримало випадково, коли на цьому місці поселилося вже декілька сімей, хутір ще був безіменний. Отже, одного літнього дня (кажуть, на Зелену неділю) наприкінці XIX століття зібралося все доросле населення на раду, головним питанням якої було дати назву своєму хуторові. Пропозицій було багато, але найбільше до душі, особливо чоловічій половині зібрання, сподобалася пропозиція назвати хутір за прізвищем одного з поселенців - Турути. Справа в тому, що Турута тут же на зібранні пообіцяв виставити четвертину горілки в тому випадку, коли вирішать дати хутору назву Турутин.